# Săveni (okręg Jassy)
Săveni – wieś w Rumunii, w okręgu Jassy, w gminie Gropnița. W 2011 roku liczyła 717 mieszkańców.